# Unge Svedendal
Unge Svedendal (klassifikation: SMB 18, TSB A 45) är en naturmytisk balladtyp som finns upptecknad i Sveriges Medeltida Ballader i två varianter, en från 1690-talet och en från 1810-talet; den senare med melodi.

## Handling
Herr Svedendahl (eller Silfverdal) stör en avliden förälders gravro för att få veta vem han kommer att gifta sig med. Han får svaret att hans tillkommande är en jungfru (eller kungadotter) som befinner sig mycket långt bort. Svedendahl ger sig ut i världen, och hittar sin tillkommande. De förenas.

## Paralleller på andra språk
Balladtypen finns också på danska (DgF 70) och norska.
I samband med utgivningen av Danmarks gamle Folkeviser noterade Svend Grundtvig att balladen tycktes uppvisa en släktskap med Edda-dikten Grógaldr. Grundtvigs vän och kollega, den norske filologen Sophus Bugge, tyckte sig å sin sida ha hittat balladens andra källa i Fjölsvinnsmál. Till följd av upptäckten publicerade Bugge 1860 en artikel om det dittills okända sambandet mellan de två dikterna, som han gav det gemensamma namnet Svipdagsmál.